# Team Australia
Team Australia – australijski zespół wyścigowy, założony w 2005 roku przez Craiga Gore, który wykupił ekipę Champ Car Walker Racing. W historii startów zespół pojawiał się w stawce NASCAR Craftsman Truck Series, NASCAR Busch Series, Atlantic Championship, IndyCar Series, V8 Supercars oraz Champ Car.

## Kierowcy
IndyCar (2008) (KV Racing)
- Will Power (2008)

Champ Car (2005–2007) (Walker Racing)
- David Besnard (2004)
- Alex Tagliani (2005–2006)
- Marcus Marshall (2005)
- Will Power (2005-2007)
- Charles Zwolsman (2005)
- Simon Pagenaud (2007)

V8 Supercars (2004–2007) (WPS Racing)
- David Besnard (2004–2006)
- Mark Noske (2004)
- Owen Kelly (2004)
- Alex Yoong (2004)
- Charlie O'Brien (2004)
- Neil McFadyen (2004)
- John McIntyre (2004)
- Marcus Marshall (2005)
- Alex Tagliani (2005)
- Craig Baird (2005–2006)
- Max Wilson (2006–2007)
- Jason Bargwanna (2006–2007)
- Michael Caruso (2007)
- Grant Denyer (2007)

Atlantic Championship (2006–2007) (Walker Racing)
- Simon Pagenaud (2006)
- James Davison (2006)
- Michael Patrizi (2006)
- Ryan Lewis (2007)
- Simona de Silvestro (2007)

NASCAR Craftsman Truck Series (2006) (Wood Brothers/JTG Racing)
- Marcos Ambrose (2006)

NASCAR Busch Series (2007) (Wood Brothers/JTG Racing)
- Marcos Ambrose (2007)